# Hohenfelde (Hamburg)
Hohenfelde, en baix alemany Hogenfell, és un barri de l'estat d'Hamburg a Alemanya. Depèn del districte (Bezirk) d'Hamburg-Nord i és situat al nord del centre de la ciutat, a la confluència del Wandse amb l'Alster. A la fi de 2014 tenia 9.149 habitants i una superfície d'1,1 km². Amb el seu 1,1 km² és un dels barris més petits d'Hamburg.
És principalment un barri d'habitació i de comerços. Amb dues estacions del metro d'Hamburg, Uhlandstrasse (U3) i Lübecker Strasse (U1 i U3) i l'estació de rodalia de Landwehr a la frontera amb Borgfelde i Eilbek, el barri força central és ben connectat amb tota la ciutat. La reconstrucció funcionalista ràpida després de la guerra va canviar molt el seu aspecte general. L'estètica va haver de cedir el pas a la necessitat d'albergar molta gent desplaçada el més aviat millor. La política de l'autogerechte Stadt (ciutat adaptada al cotxe) dels anys 1960-70 no va gaire millorar la situació i la qualitat urbanística del barri, fomentada a l'entreguerres per l'arquitecte-urbanista municipal Fritz Schumacher va perdre una part del seu encant original.

## Història
El 1256, el comte Adolf IV de Schauenburg i Holstein va empenyorar el hohen Feld a l'Hospital del Sant Esperit. El 1375 es va aixecar el Landwehr com a línia de defensa, des del pantà Kuhmühlenteich al riu Wandse cap al maresme del Hammerbrook. Després de la reforma protestant del 1528, el terra va ser secularitzat i gestionat pel col·legi dels presidents de les cinc esglésies principals d'Hamburg (Kollegium der Oberalten). Quan es va acabar l'obra de la construcció del nou cinturó de defenses en estil Vauban que va incorporar l'aleshores suburbi de Sankt Georg, el «camp alt» va esdevenir un glacis, on no es podia construir qualsevol edifici ni créixer qualsevol arbre que pugui tancar la vista als defensors instal·lats a les muralles de la ciutat. La seva urbanització va començar després de les Guerres Napoleòniques a l'inici del segle xix. El 1773 comptava només amb trenta habitants, que el 1824 ja eren 583. El poble va créixer després del gran incendi del 1842, quan molts veïns del nucli històric s'hi van instal·lar i encara més quan el 1861 es va suprimir el tancament nocturn de les portes de la ciutat. El 1874 va fusionar amb la ciutat d'Hamburg. L'obertura de la primera línia del metro el 1912 va ser un nou estímul de desenvolupament. Durant l'Operació Gomorra (1943) a la segona guerra mundial, uns 70% de les habitacions van ser destruïdes.

## Llocs d'interès

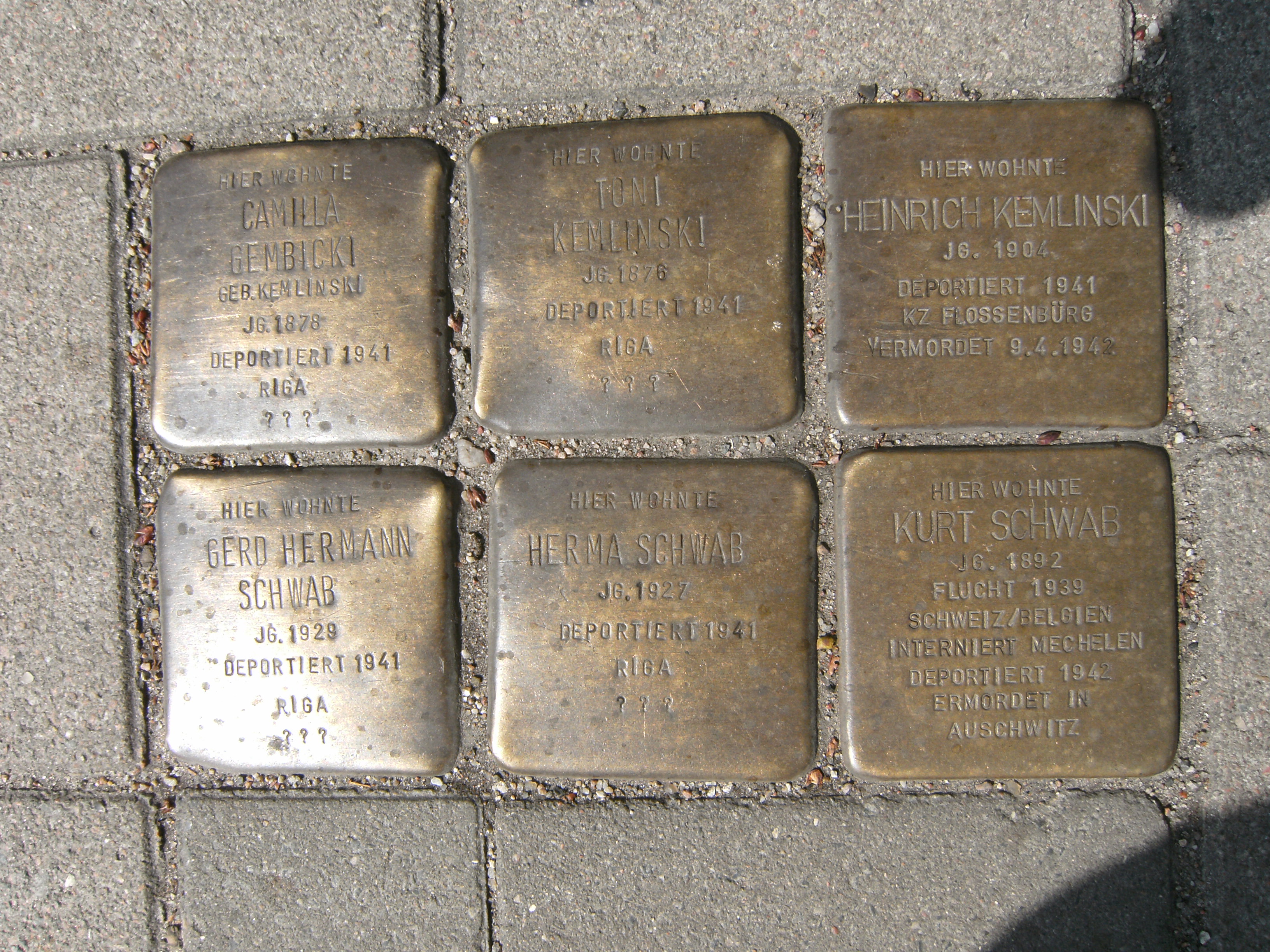
Stolpersteine al carrer Mundsburger Damm
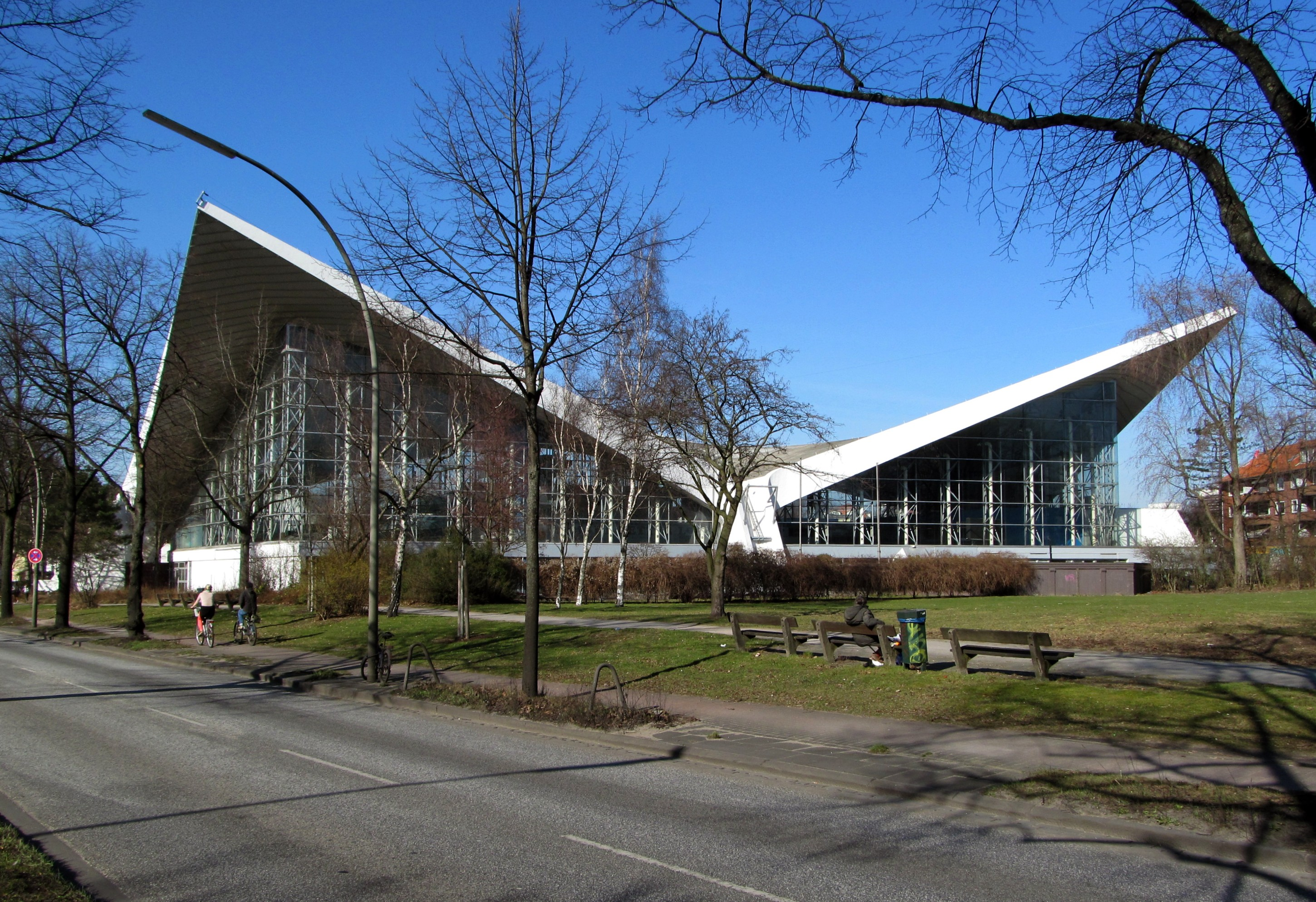
Piscina municipal Alsterschwimmhalle
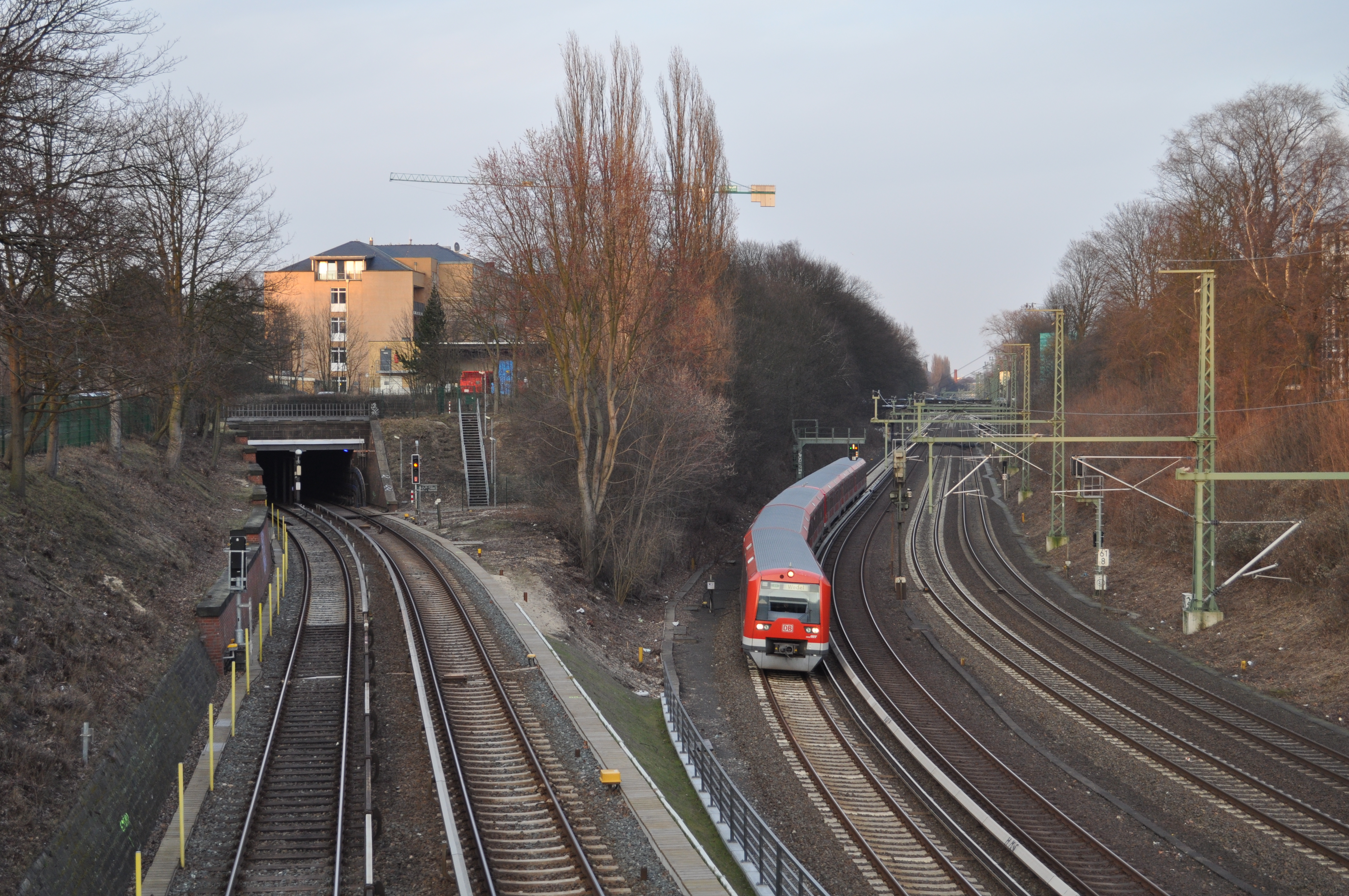
Nus ferroviari: U3, S-Bahn (Hamburg) i DB-Hamburg-Lübeck
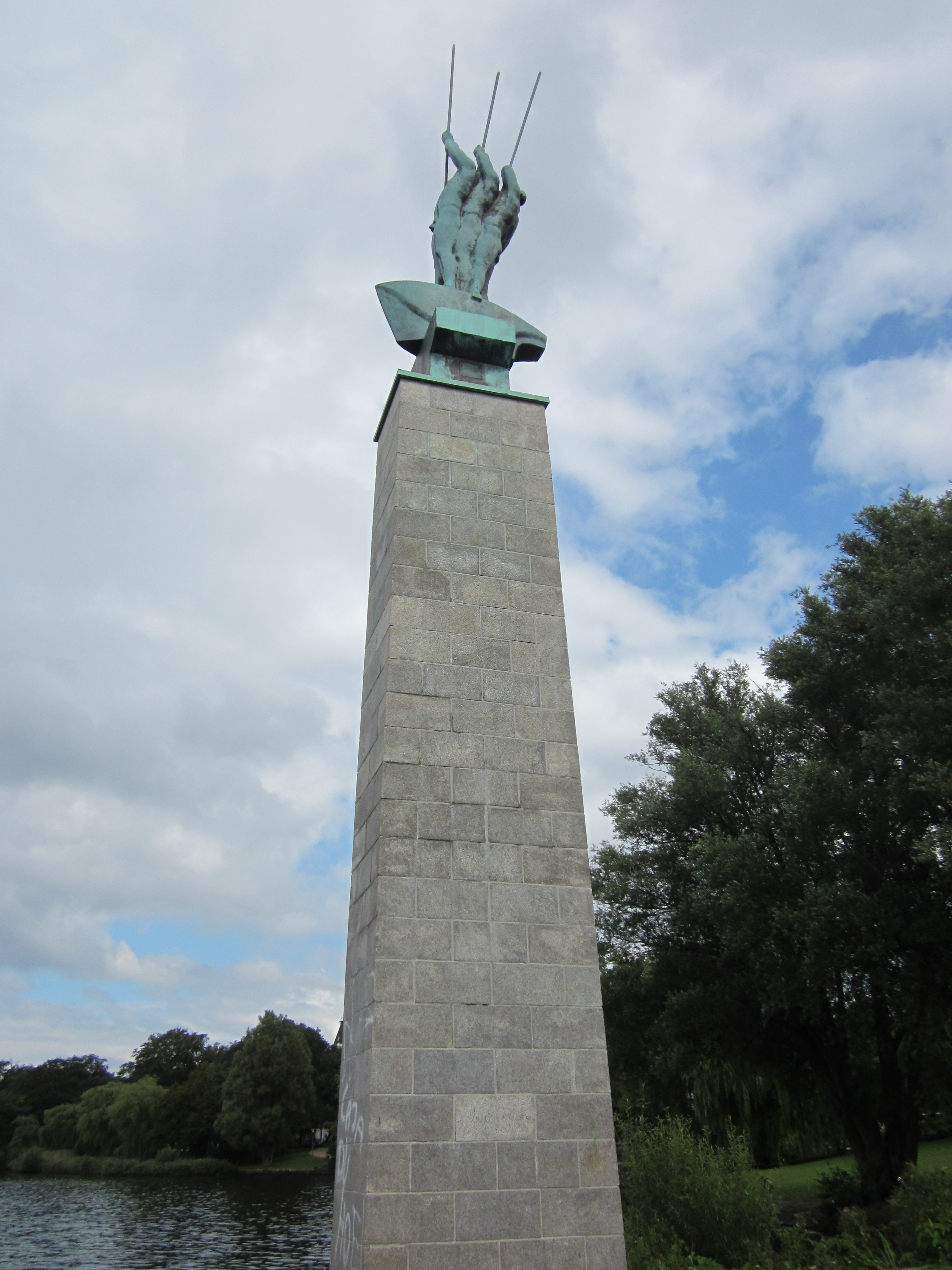
Tres homes en una barca (Drei Männer im Boot) escultura d'Edwin Scharf a l'Alster exterior

## Enllaços i referències
1. ↑  «Stadtteilnamen Hamburgs» (en baix alemany).  Glinn:  Fehrs-Gill, Sellschop för plattdüütsche Spraak, Literatur un Spraakpolitik i.V..
2. ↑   «Hohenfelde». A: Hamburger Stadtteil-Profile 2014 (pdf). vol. 16.  Hamburg: Statistikamt Nord, p. 118-119. (Profils estatístics dels Barris d'Hamburg)
3. ↑  Beckershaus, Horst. «Hohenfelde». A: Die Namen der Hamburger Stadtteile.  Hamburg: Editorial Ernst Kabel, 1998, p. 60. ISBN 3-8225-0471-8.(Els noms dels barris d'Hamburg)
4. 1 2  Tilgner, Daniel. «Hohenfelde». A: Hamburg von Altona bis Zollenspieker: Das Haspa-Handbuch für alle Stadtteile der Hansestadt (en alemany).  Hamburg: Hoffmann & Campe, 2002, p. 526-535. ISBN 3-455-11333-8. (Hamburg de l'A d'Altona cap al Z de Zollenspiecker: el manual de l'Haspa de tots els barris de la ciutat hanseàtica)